# Lista över insjöar i Sverige med namn som slutar på -lompolo
-lompolo utgör slutled i åtminstone följande insjöanamn i Sverige:
- Hiienlompolo, sjö i Pajala kommun och Norrbotten 67°39′34″N 22°57′07″Ö / 67.65954°N 22.95184°Ö
- Karhulompolo, sjö i Övertorneå kommun och Norrbotten 66°27′52″N 23°33′47″Ö / 66.46435°N 23.56297°Ö
- Kiuhtislompolo, sjö i Pajala kommun och Norrbotten 67°42′18″N 23°14′45″Ö / 67.70501°N 23.24596°Ö
- Mellersta Parkalompolo, sjö i Pajala kommun och Norrbotten 67°45′19″N 22°48′11″Ö / 67.75528°N 22.80295°Ö
- Nedre Parkalompolo, sjö i Pajala kommun och Norrbotten 67°45′29″N 22°49′31″Ö / 67.75801°N 22.82519°Ö
- Nuuksulompolo, sjö i Pajala kommun och Norrbotten 67°34′11″N 22°26′00″Ö / 67.56968°N 22.43329°Ö
- Orjaslompolo, sjö i Övertorneå kommun och Norrbotten 66°23′39″N 23°33′21″Ö / 66.39415°N 23.55573°Ö
- Pihtilompolo, sjö i Övertorneå kommun och Norrbotten 66°22′42″N 23°25′04″Ö / 66.37834°N 23.41766°Ö
- Rauvoslompolo, sjö i Pajala kommun och Norrbotten 67°37′18″N 22°36′51″Ö / 67.62163°N 22.61415°Ö
- Riipinlompolo, sjö i Övertorneå kommun och Norrbotten 66°08′55″N 23°24′42″Ö / 66.14868°N 23.41155°Ö
- Siikalompolo, sjö i Pajala kommun och Norrbotten 66°55′39″N 22°57′19″Ö / 66.92757°N 22.95531°Ö
- Tuppilompolo, sjö i Pajala kommun och Norrbotten 67°19′38″N 22°43′50″Ö / 67.32720°N 22.73062°Ö
- Vittalompolo, sjö i Pajala kommun och Norrbotten 67°45′35″N 22°37′17″Ö / 67.75966°N 22.62133°Ö
- Vähalompolo, sjö i Övertorneå kommun och Norrbotten 66°45′56″N 23°32′35″Ö / 66.76566°N 23.54296°Ö
- Övre Parkalompolo, sjö i Pajala kommun och Norrbotten 67°45′04″N 22°47′09″Ö / 67.75106°N 22.78575°Ö
- Ala Ajakkalompolo, sjö i Kiruna kommun och Lappland 68°17′58″N 22°08′12″Ö / 68.29947°N 22.13667°Ö
- Ala Pullilompolo, sjö i Kiruna kommun och Lappland 68°01′11″N 22°10′27″Ö / 68.01984°N 22.17423°Ö
- Ala-Harrilompolo, sjö i Gällivare kommun och Lappland 67°15′06″N 20°57′34″Ö / 67.25167°N 20.95946°Ö
- Alalompolo (Gällivare socken, Lappland, 747417-171230), sjö i Gällivare kommun och Lappland 67°17′12″N 20°44′15″Ö / 67.28670°N 20.73763°Ö
- Alalompolo (Gällivare socken, Lappland, 749520-172290), sjö i Gällivare kommun och Lappland 67°27′52″N 21°01′08″Ö / 67.46431°N 21.01895°Ö
- Avvakkolompolo, sjö i Kiruna kommun och Lappland 67°51′44″N 20°56′37″Ö / 67.86228°N 20.94349°Ö
- Eraslompolo, sjö i Kiruna kommun och Lappland 68°12′07″N 20°55′23″Ö / 68.20207°N 20.92318°Ö
- Fiällolompolo, sjö i Gällivare kommun och Lappland 67°20′19″N 20°40′16″Ö / 67.33872°N 20.67098°Ö
- Hanhilompolo (Jukkasjärvi socken, Lappland), sjö i Kiruna kommun och Lappland 67°33′35″N 21°12′32″Ö / 67.55979°N 21.20878°Ö
- Hanhilompolo (Karesuando socken, Lappland), sjö i Kiruna kommun och Lappland 67°57′33″N 22°28′07″Ö / 67.95906°N 22.46851°Ö
- Harrilompolo (Karesuando socken, Lappland, 759748-174174), sjö i Kiruna kommun och Lappland 68°21′51″N 21°40′02″Ö / 68.36413°N 21.66733°Ö
- Harrilompolo (Karesuando socken, Lappland, 760077-177253), sjö i Kiruna kommun och Lappland 68°21′59″N 22°26′36″Ö / 68.36631°N 22.44338°Ö
- Isolompolo, sjö i Gällivare kommun och Lappland 67°21′07″N 20°38′39″Ö / 67.35194°N 20.64406°Ö
- Jerttalompolo, sjö i Gällivare kommun och Lappland 67°04′46″N 21°21′13″Ö / 67.07944°N 21.35368°Ö
- Jokilompolo, sjö i Kiruna kommun och Lappland 68°17′14″N 22°29′32″Ö / 68.28732°N 22.49209°Ö
- Jänkkälompolo, sjö i Kiruna kommun och Lappland 67°34′43″N 21°32′31″Ö / 67.57864°N 21.54181°Ö
- Kesaslompolo, sjö i Kiruna kommun och Lappland 68°00′15″N 21°35′28″Ö / 68.00414°N 21.59119°Ö
- Kivilompolo, sjö i Kiruna kommun och Lappland 68°18′18″N 19°55′30″Ö / 68.30507°N 19.92501°Ö
- Kompeluslompolo, sjö i Gällivare kommun och Lappland 67°24′50″N 20°49′21″Ö / 67.41381°N 20.82242°Ö
- Kulilompolo, sjö i Kiruna kommun och Lappland 67°50′52″N 21°39′33″Ö / 67.84766°N 21.65908°Ö
- Kuollutlompolo, sjö i Kiruna kommun och Lappland 68°07′39″N 22°01′10″Ö / 68.12743°N 22.01936°Ö
- Kuormakanalustanlompolo, sjö i Kiruna kommun och Lappland 68°08′48″N 21°50′07″Ö / 68.14668°N 21.83514°Ö
- Kurrkiolompolo, sjö i Gällivare kommun och Lappland 67°27′25″N 21°00′35″Ö / 67.45705°N 21.00986°Ö
- Käenlompolo, sjö i Kiruna kommun och Lappland 68°26′14″N 22°24′26″Ö / 68.43730°N 22.40720°Ö
- Lauralompolo (Gällivare socken, Lappland, 745185-173023), sjö i Gällivare kommun och Lappland 67°04′28″N 21°06′16″Ö / 67.07453°N 21.10435°Ö
- Lauralompolo (Gällivare socken, Lappland, 745204-172956), sjö i Gällivare kommun och Lappland 67°04′36″N 21°05′22″Ö / 67.07674°N 21.08938°Ö
- Liinalompolo, sjö i Gällivare kommun och Lappland 67°17′11″N 20°26′23″Ö / 67.28651°N 20.43969°Ö
- Luhtalompolo, sjö i Kiruna kommun och Lappland 67°51′17″N 22°16′39″Ö / 67.85476°N 22.27744°Ö
- Makkarolompolo, sjö i Kiruna kommun och Lappland 67°43′57″N 22°00′04″Ö / 67.73249°N 22.00119°Ö
- Massalompolo, sjö i Kiruna kommun och Lappland 67°46′50″N 21°59′07″Ö / 67.78064°N 21.98519°Ö
- Matalalompolo, sjö i Kiruna kommun och Lappland 67°54′36″N 22°12′59″Ö / 67.90995°N 22.21628°Ö
- Mettalompolo, sjö i Gällivare kommun och Lappland 67°22′50″N 21°07′24″Ö / 67.38050°N 21.12325°Ö
- Miessilompolo, sjö i Gällivare kommun och Lappland 67°13′02″N 19°49′10″Ö / 67.21727°N 19.81931°Ö
- Mustalompolo, sjö i Kiruna kommun och Lappland 67°40′42″N 20°55′21″Ö / 67.67834°N 20.92262°Ö
- Mustilompolo, sjö i Kiruna kommun och Lappland 67°22′18″N 21°57′30″Ö / 67.37174°N 21.95842°Ö
- Nililompolo (Gällivare socken, Lappland), sjö i Gällivare kommun och Lappland 67°23′31″N 21°25′08″Ö / 67.39195°N 21.41894°Ö
- Nililompolo (Jukkasjärvi socken, Lappland), sjö i Kiruna kommun och Lappland 67°47′27″N 22°05′59″Ö / 67.79075°N 22.09972°Ö
- Nuottalompolo, sjö i Kiruna kommun och Lappland 68°08′17″N 22°00′55″Ö / 68.13803°N 22.01522°Ö
- Ounislompolo, sjö i Kiruna kommun och Lappland 67°54′16″N 21°36′22″Ö / 67.90435°N 21.60622°Ö
- Paittaslompolo, sjö i Kiruna kommun och Lappland 68°11′41″N 22°54′50″Ö / 68.19475°N 22.91393°Ö
- Pasmalompolo, sjö i Kiruna kommun och Lappland 67°46′23″N 22°11′04″Ö / 67.77295°N 22.18458°Ö
- Perälompolo, sjö i Kiruna kommun och Lappland 67°47′32″N 21°35′59″Ö / 67.79219°N 21.59973°Ö
- Peuralompolo (Gällivare socken, Lappland), sjö i Gällivare kommun och Lappland 66°58′16″N 20°29′40″Ö / 66.97125°N 20.49432°Ö
- Peuralompolo (Karesuando socken, Lappland), sjö i Kiruna kommun och Lappland 68°12′11″N 21°58′52″Ö / 68.20314°N 21.98108°Ö
- Pingislompolo, sjö i Kiruna kommun och Lappland 68°13′27″N 23°04′39″Ö / 68.22424°N 23.07757°Ö
- Pitkälompolo, sjö i Kiruna kommun och Lappland 67°56′43″N 22°24′37″Ö / 67.94520°N 22.41034°Ö
- Poitislompolo, sjö i Kiruna kommun och Lappland 68°09′14″N 22°19′56″Ö / 68.15380°N 22.33214°Ö
- Puoitakkalompolo, sjö i Kiruna kommun och Lappland 67°59′55″N 20°40′27″Ö / 67.99861°N 20.67408°Ö
- Puolislompolo, sjö i Kiruna kommun och Lappland 67°38′33″N 21°39′09″Ö / 67.64244°N 21.65262°Ö
- Pöyviölompolo, sjö i Kiruna kommun och Lappland 67°33′46″N 22°00′56″Ö / 67.56276°N 22.01551°Ö
- Rakkurilompolo (Jukkasjärvi socken, Lappland, 752686-168527), sjö i Kiruna kommun och Lappland 67°46′36″N 20°12′04″Ö / 67.77653°N 20.20099°Ö
- Rakkurilompolo (Jukkasjärvi socken, Lappland, 753591-176935), sjö i Kiruna kommun och Lappland 67°47′38″N 22°12′03″Ö / 67.79375°N 22.20074°Ö
- Rapakkolompolo, sjö i Kiruna kommun och Lappland 68°16′41″N 20°00′49″Ö / 68.27806°N 20.01349°Ö
- Ratnilompolo, sjö i Gällivare kommun och Lappland 66°58′55″N 20°29′25″Ö / 66.98207°N 20.49021°Ö
- Rukolompolo, sjö i Kiruna kommun och Lappland 68°01′39″N 23°02′26″Ö / 68.02747°N 23.04064°Ö
- Saarilompolo (Gällivare socken, Lappland), sjö i Gällivare kommun och Lappland 67°20′53″N 20°39′08″Ö / 67.34801°N 20.65212°Ö
- Saarilompolo (Jukkasjärvi socken, Lappland), sjö i Kiruna kommun och Lappland 67°53′37″N 22°00′25″Ö / 67.89371°N 22.00692°Ö
- Saivolompolo (Gällivare socken, Lappland, 744565-170443), sjö i Gällivare kommun och Lappland 67°02′16″N 20°30′08″Ö / 67.03771°N 20.50234°Ö
- Saivolompolo (Gällivare socken, Lappland, 748642-171525), sjö i Gällivare kommun och Lappland 67°23′39″N 20°49′21″Ö / 67.39421°N 20.82250°Ö
- Saksalompolo, sjö i Kiruna kommun och Lappland 68°26′56″N 22°25′27″Ö / 68.44897°N 22.42409°Ö
- Siilaslompolo, sjö i Kiruna kommun och Lappland 68°16′26″N 22°11′36″Ö / 68.27389°N 22.19323°Ö
- Suopatuslompolo, sjö i Kiruna kommun och Lappland 68°09′37″N 23°02′43″Ö / 68.16038°N 23.04514°Ö
- Tavilompolo, sjö i Gällivare kommun och Lappland 67°23′16″N 21°07′04″Ö / 67.38778°N 21.11786°Ö
- Täilompolo, sjö i Kiruna kommun och Lappland 68°11′53″N 21°49′11″Ö / 68.19811°N 21.81964°Ö
- Ussalompolo, sjö i Kiruna kommun och Lappland 68°05′14″N 20°51′44″Ö / 68.08724°N 20.86225°Ö
- Vaaralompolo, sjö i Kiruna kommun och Lappland 67°27′55″N 21°39′47″Ö / 67.46531°N 21.66311°Ö
- Vasikkalompolo, sjö i Kiruna kommun och Lappland 67°31′40″N 21°54′23″Ö / 67.52767°N 21.90628°Ö
- Veläjälompolo, sjö i Kiruna kommun och Lappland 67°37′52″N 21°35′24″Ö / 67.63118°N 21.59005°Ö
- Verkaslompolo, sjö i Kiruna kommun och Lappland 68°09′25″N 21°29′42″Ö / 68.15686°N 21.49491°Ö
- Vuoskolompolo, sjö i Kiruna kommun och Lappland 67°33′14″N 21°32′21″Ö / 67.55381°N 21.53908°Ö
- Yli Ajakkalompolo, sjö i Kiruna kommun och Lappland 68°17′38″N 22°08′40″Ö / 68.29386°N 22.14435°Ö
- Yli Pullilompolo, sjö i Kiruna kommun och Lappland 68°01′50″N 22°10′14″Ö / 68.03044°N 22.17042°Ö
- Yli-Harrilompolo, sjö i Gällivare kommun och Lappland 67°16′11″N 20°55′39″Ö / 67.26960°N 20.92751°Ö
- Ylilompolo, sjö i Kiruna kommun och Lappland 67°47′44″N 22°06′57″Ö / 67.79553°N 22.11577°Ö
- Äijälompolo, sjö i Kiruna kommun och Lappland 67°38′05″N 21°18′42″Ö / 67.63485°N 21.31174°Ö